# Terra Mítica

Terra Mítica is een Spaans themapark gelegen in Benidorm, Costa Blanca. Het park is verdeeld in 5 thematische zones: Egypte, Griekenland, Rome, het Iberisch Schiereiland en de Eilanden. 
Toen in 2000 Paramount de meeste aandelen kocht van het park, kreeg het park de naam Paramount Parks Terra Mítica. In 2004 besloot Paramount Parks om de aandelen te verkopen. De autonome regio Valencia nam daarop het park over.

## Structuur van het park
- Egypte - De geheimen van de farao's. Dit themagebied is volledig beïnvloed door de oud-Egyptische cultuur.
- Griekenland - Olympische gevoelens en een blik op Athene. Dit themagebied toont de oud-Griekse cultuur.
- Rome - De machten van het oude keizerrijk. Dit themagebied geeft het oude Rome weer.
- Iberisch Schiereiland (Iberia) - De kusten van het Iberisch schiereiland. Dit themagebied gaat over de Iberische cultuur.
- De Eilanden - Dit themagebied is eveneens een schets van de oud-Griekse cultuur, alleen hier met behulp van de Griekse eilandencultuur.

## Geschiedenis
- 2000 - Het park Terra Mítica opent zijn deuren.
- 2003 - Het park verplaatst achtbaan de Titánide van de zuidwestkant van het park naar de noordoostkant. Het bedrijf Vekoma mocht deze attractie bouwen/verplaatsen. Waarom de achtbaan verplaatst moest worden, is niet duidelijk.
- 2004 - Synkope is de nieuwe attractie in Terra Mítica. Deze attractie is vergelijkbaar met de Sledge Hammer in Bobbejaanland. Ook besluit Paramount Parks zijn aandelen van de hand te doen. De regio Valencia besluit deze over te nemen.
- 2007 - Het park opent een nieuwe achtbaan, Inferno. Deze achtbaan is van het vierdimensionale type ZacSpin Coaster, elke rit is dus uniek. Voor het eerst werd er een Halloweenevenement georganiseerd. Ook werd de aangedreven tweelingachtbaan Tren Bravo verwijderd.

## Attracties

### Achtbanen
| Naam            | Type                       | Model                                | Bouwjaar              | Bouwer            |
| --------------- | -------------------------- | ------------------------------------ | --------------------- | ----------------- |
| Alucinakis      | Stalen achtbaan            |                                      | 2000                  | Zamperla          |
| Inferno         | Vierdimensionale achtbaan  | Ball Coaster                         | 2007                  | Intamin           |
| Magnus Colossus | Houten achtbaan            | /                                    | 2000, sinds 2016 SBNO | Intamin AG / RCCA |
| Titánide        | Stalen omgekeerde achtbaan | Suspended Looping Coaster (Standard) | 2003                  | Vekoma            |

### Waterattracties
| Naam               | Type            | Bouwjaar | Bouwer     |
| ------------------ | --------------- | -------- | ---------- |
| Cataratas del Nilo | Boomstammetjes  | 2000     | Mack AG    |
| La furia de Triton | Shoot-the-chute | 2000     | Intamin AG |
| Rapidos de Argos   | Rapid river     | 2000     | Intamin AG |

### Overige attracties
- Akuatiti
- Arriarrix
- Ayquesustus
- El Jabato
- El Laberinto del Minotauro
- El Moll & Puerto de Alejandria
- El rescata de Ulises
- El Vuelo del Fenix
- Feria Iberica
- Feria Romana
- Los Arietes
- La galeria de juegos
- Los Icaros
- Mithos
- Rotundus
- Serpentinum
- Synkope
- Teatro de Olimpia
- Tentaculus
- Torbellinos
- Vertigum

### Verwijderde attracties
- Tren Bravo, een aangedreven stalen tweelingachtbaan van Zamperla, welke tussen 2000 en 2007 in het park stonden
- Misterio de Keops